# Pseudohadena laciniosa
Pseudohadena laciniosa là một loài bướm đêm trong họ Noctuidae.